# Colombia en los Juegos Bolivarianos de Playa
La República de Colombia participó en todas las tres ediciones de los Juegos Bolivarianos de Playa, logró ganar un total de ochenta y dos medallas en dichos Juegos, incluyendo treinta medallas de oro, veinticuatro de plata y veintiocho de bronce. Los Juegos Bolivarianos de Playa es un evento deportivo que tiene lugar cada dos años.

## Medallero
| Evento         | Oro | Plata | Bronce | Total |
| -------------- | --- | ----- | ------ | ----- |
| Lima 2012      | 2   | 6     | 6      | 14    |
| Huanchaco 2014 | 15  | 7     | 9      | 31    |
| Iquique 2016   | 13  | 11    | 14     | 38    |